# 全缘刺果藤
全缘刺果藤（学名：Byttneria integrifolia），为梧桐科刺果藤属下的一个植物种。其种加词“integrifolia”意为“全缘叶的”。